# Mario & Sonic ai Giochi olimpici di Tokyo 2020
Mario & Sonic ai Giochi olimpici di Tokyo 2020 (マリオ&ソニック AT 東京2020オリンピック?, Mario ando Sonikku atto Tōkyō Orinpikku, lett. "Mario & Sonic alle Olimpiadi di Tokyo") è un videogioco sportivo sviluppato e pubblicato in Giappone da Nintendo e nel resto del mondo da SEGA. Il gioco possiede la licenza del Comitato Olimpico Internazionale ed è disponibile esclusivamente per Nintendo Switch. Questo è il primo gioco uscito dopo l'assenza dell'ipotetico capitolo Mario & Sonic ai Giochi Olimpici Invernali di Pyeongchang 2018.

## Personaggi
I personaggi sono 32 (16 per la squadra Mario e 16 per la squadra Sonic). Di questi 32, 12 sono esclusivi per sport specifici, oltre il fatto che si devono sbloccare tutti e 12 nella modalità storia. Una novità è che i personaggi indossano i loro abiti normali in alcuni eventi, ma in altri, indossano un costume fatto apposta per un evento in base all'evento in cui prende parte (costume da surf, costume da arti marziali, calzoncini da bagno se si usano maschi negli sport acquatici, ecc.).
| Squadra Mario | Squadra Sonic |
| ------------- | ------------- |
| Mario         | Sonic         |
| Luigi         | Tails         |
| Peach         | Amy           |
| Daisy         | Blaze         |
| Yoshi         | Knuckles      |
| Wario         | Shadow        |
| Waluigi       | Vector        |
| Bowser        | Dr. Eggman    |
| Bowser Jr.    | Metal Sonic   |
| Donkey Kong   | Silver        |

| Squadra Mario              | Squadra Sonic        |
| -------------------------- | -------------------- |
| Wendy (Nuoto)              | Rouge (Arrampicata)  |
| Toadette (110m a ostacoli) | Eggman Nega (Karate) |
| Larry (Equitazione)        | Zazz (Tennis Tavolo) |
| Diddy Kong (Rugby a 7)     | Espio (Salto Triplo) |
| Ludwig (Scherma)           | Zavok (Pugilato)     |
| Rosalinda (Surf)           | Jet (Calcio)         |

| Squadra Mario | Squadra Sonic |
| ------------- | ------------- |
| Boom Boom     | Egg Pawn      |
| Strutzi       | Orbot         |
| Toad          | Cubot         |
| Goomba        | Chao          |
| Koopa         | Flicky        |
| Tipo Timido   | Pecky         |
|               | Charmy        |
|               | Cream         |

## Eventi

### Eventi classici
- 100m piani
- 110m a ostacoli
- Staffetta 4x100m
- Salto triplo
- Lancio del giavellotto
- Lancio del disco
- Nuoto
- Badminton
- Calcio
- Equitazione
- Scherma
- Canoa
- Pugilato
- Ginnastica
- Rugby a 7
- Tennis da tavolo
- Tiro con l'arco
- Arrampicata sportiva
- Skateboard
- Karate
- Surf

### Eventi Sogno
- Corsa Sogno
- Tiro Sogno
- Karate Sogno

## Doppiaggio italiano
| Personaggio | Doppiatore italiano  |
| ----------- | -------------------- |
| Sonic       | Renato Novara        |
| Tails       | Benedetta Ponticelli |
| Knuckles    | Maurizio Merluzzo    |
| Amy         | Serena Clerici       |
| Shadow      | Claudio Moneta       |
| Rouge       | Jasmine Laurenti     |
| Silver      | Davide Albano        |
| Dr. Eggman  | Aldo Stella          |
| Blaze       | Tania De Domenico    |
| Zavok       | Gianni Gaude         |
| Espio       | Silvio Pandolfi      |
| Jet         | Andrea De Nisco      |
| Zazz        | Diego Sabre          |
| Vector      | Diego Sabre          |
| Eggman Nega | Aldo Stella          |
| Omochao     | Sabrina Bonfitto     |
| Cream       | Sabrina Bonfitto     |

## Versione per smartphone
Esiste una versione per smartphone del videogioco, tuttavia in questa edizione sono presenti solamente i personaggi di Sonic.

## Accoglienza
Mario & Sonic ai Giochi olimpici di Tokyo 2020 ha ricevuto recensioni "miste o positive" dalla critica secondo Metacritic.
Il gioco ha ricevuto elogi per i suoi minigiochi, che sono stati descritti come divertenti da giocare. Tuttavia, ha ricevuto critiche per la sua modalità storia "noiosa e lenta", per la mancanza di contenuti extra per i singoli giocatori che hanno completato la modalità Storia e per la modalità online, criticata per i problemi di connessione, soprattutto quando si gioca con 8 giocatori.